# Рациональные тригонометрические суммы
Рациональные тригонометрические суммы — комплексные суммы особого вида, которые могут использоваться при доказательстве теорем аналитической теории чисел

## Определение
Рациональными тригонометрическими суммами называются суммы вида {\displaystyle {S_{\varphi }}(q)=\sum \limits _{x=1}^{q}{e^{2\pi i{\frac {\varphi (x)}{q}}}}}, где {\displaystyle \varphi (x)=\sum \limits _{k=0}^{n}{a_{k}x^{k}}} — многочлен с целыми коэффициентами, причём {\displaystyle (a_{0},\dots ,a_{n},q)=1} (при нетривиальном наибольшем общем делителе дробь можно сократить и привести к общему виду).

## Некоторые оценки
При оценке рациональных тригонометрических сумм в математике рассматривают, как правило, верхнюю оценку на модуль суммы, так как его значительно проще оценивать. В связи с этим принимается, что {\displaystyle a_{0}=0}, так умножение такой суммы на {\displaystyle e^{2\pi ia_{0}}} не изменяет её абсолютной величины.

### Частные случаи

#### Линейные суммы
Если {\displaystyle \varphi (x)=ax}, то, пользуясь нотацией Айверсона, можно указать, что {\displaystyle {S_{\varphi }}(q)=q[{q\mid a}]}. Доказательство этого факта тривиально следует из того, что сумма корней из единицы по любому целому основанию нулевая. Такие суммы называются линейными.

#### Суммы Гаусса (квадратичные)
Рациональные тригонометрические суммы над многочленами вида Невозможно разобрать выражение (SVG (MathML можно включить с помощью плагина для браузера): Недопустимый ответ («Math extension cannot connect to Restbase.») от сервера «http://localhost:6011/ru.wikipedia.org/v1/»:): {\displaystyle \varphi(x) = a x^2}
 называются суммами Гаусса.
Для таких сумм известны точные значения абсолютной величины, а именно
{\displaystyle |{S_{\varphi }}(q)|={\begin{cases}{\sqrt {q}},&q\equiv 1\mod 2\\{\sqrt {2q}},&q\equiv 0\mod 4\\0,&q\equiv 2\mod 4\end{cases}}}

### Общие оценки
Далее для удобства изложения примем {\displaystyle n=\deg \varphi }.
Хуа вывел оценку {\displaystyle |{S_{\varphi }}(q)|<c(n)q^{1-{\frac {1}{n}}}}, где {\displaystyle c(n)} — константа, зависящая только от {\displaystyle n}. То есть {\displaystyle |{S_{\varphi }}(q)|=O(q^{1-{\frac {1}{n}}})} при фиксированном {\displaystyle n}.
Если {\displaystyle \varphi (x)=ax^{n}}, то при простом {\displaystyle q>2} верна более точная оценка {\displaystyle |{S_{\varphi }}(q)|\leq (n-1){\sqrt {q}}}.

### Частичные линейные суммы
Пользуясь стандартной формулой суммы геометрической прогрессии, можно вывести, что для {\displaystyle \varphi (x)={\frac {ax}{q}}} выполнено
{\displaystyle \left\vert {\sum \limits _{x=1}^{m}{e^{2\pi i\varphi (x)}}}\right\vert =\left\vert {\frac {e^{2\pi i{\frac {a}{q}}}-e^{2\pi i{\frac {a(m+1)}{q}}}}{1-e^{2\pi i{\frac {a}{q}}}}}\right\vert \leq {\frac {2}{\min \left({\left\lbrace {\frac {a}{q}}\right\rbrace ,1-\left\lbrace {\frac {a}{q}}\right\rbrace }\right)}}},
где {\displaystyle \left\lbrace {x}\right\rbrace } означает дробную часть числа {\displaystyle x}.

### Невозможность некоторых нетривиальных оценок
А. А. Карацуба доказал, что при {\displaystyle n>\left({{\frac {1}{2\log {2}}}-\varepsilon }\right){\frac {p}{\log {p}}},\ \varphi (x)=ax^{n}} существует бесконечно много простых {\displaystyle p}, для которых {\displaystyle |S_{\phi }(p)|>\left({1-\delta (\varepsilon )}\right)p}, где {\displaystyle \delta (\varepsilon )\to 0} при {\displaystyle \varepsilon \to 0}, то есть при таких {\displaystyle n} для соответствующих тригонометрических сумм невозможны оценки сверху, необходимые для большинства приложений.

## Применение
В первом доказательстве квадратичного закона взаимности (Гаусс, 1795) использовались суммы Гаусса над многочленом вида {\displaystyle \varphi (x)={\frac {ax^{2}}{q}}}.
Виноградов с помощью рациональных тригонометрических сумм вывел приближённое описание распределения квадратичных вычетов и невычетов.
Рассматриваемые суммы могут также находить применение при доказательстве проблемы Варинга методами аналитической теории чисел.

## История
Тригонометрические суммы впервые применил Гаусс в 1795 году для доказательства квадратичного закона взаимности.